# Яманути, Марио Митиаки
Марио Митиаки Яманути (8 декабря 1955 года, Оита, Япония) — католический прелат, седьмой епископ Сайтамы со 2 июня 2018 года. Член монашеской конгрегации салезианцев.

## Биография
В 1972 году вступил в монашескую конгрегацию салезианцев. 24 января 1982 года принёс монашеские обеты. Монашеское послушание проходил в Манучо, Аргентина. С 1976 по 1979 года изучал богословие и философию в Кордове, Аргентина. 21 декабря 1984 года рукоположён в священники в Сан-Хуане, Аргентина. Преподавал в институте Доменико Савио в Кордове (1985—1987), институте Михаила Руа в Кордове (1987—1991), служил министром новициев в институте Сан-Микеле-а-ла-Плата (1991—1992), ректором монашеского дома «Casa Ramos Mejia» в Буэнос-Айресе (1992—1996), советником провинциала (1987—1992).
В феврале 1997 года возвратился в Японию. Преподавал японский язык в учебном центре салезианцев в Оите (1997—1998), служил духовным помощником профессиональной школы салезианцев в Икуе и директором монашеской общины в Сугинами (2004—2010), духовным отцом католической Ассоциации Пресвятой Девы Марии Помощницы христиан (2010—2014). С 2014 года — генеральный инспектор салезианского общества Святого Иоанна Боско в Японии.
2 июня 2018 года римский папа Франциск назначил его епископом Сайтамы. 24 сентября 2017 года состоялось его рукоположение в епископы, которое совершил архиархиепископ Токио Тарцизий Исао Кикути в сослужении с архиепископом Осаки, кардиналом Томасом Акино Манъё Маэдой и пхиепископом Нагасаки Иосифом Мицуаки Таками.